# Billie Jean King Cup 2022 play-offs Wereldgroep
De Billie Jean King Cup 2022 play-offs Wereldgroep vormden een naspel van de Billie Jean King Cup 2022, waarin promotie en degradatie tussen enerzijds de Wereldgroep en anderzijds de regionale zones werden bevochten. De wedstrijden werden gespeeld op vrijdag 11 en zaterdag 12 november 2022.

## Reglement
De acht verliezende teams van de kwalificatieronde Wereldgroep en acht, door het ITF BJK Cup comité aangewezen, winnaars uit de drie regionale zonegroepen 1 nemen aan dit naspel deel. De acht landen met de hoogste positie op de ITF BJK Cup Nations Ranking worden geplaatst. Tegen welk land zij spelen, wordt door loting bepaald. Welk land thuis speelt, hangt af van hun vorige ontmoeting (om de andere), dan wel wordt door loting bepaald als zij niet eerder tegen elkaar speelden. Een landenwedstrijd bestaat uit (maximaal) vijf "rubbers": vier enkelspelpartijen en een dubbelspelpartij. Het land dat drie "rubbers" wint, is de winnaar van de landenwedstrijd. De acht winnende landen plaatsen zich voor de kwalificatieronde Wereldgroep in het jaar erop. De acht verliezende landen zullen in het volgend jaar deelnemen in groep 1 van hun regionale zone.
Dit jaar werden drie niet-gepromoveerde landen uit de regionale zones toegevoegd, om te compenseren voor het wegvallen van Rusland en Wit-Rusland, en voor de promotie van het Verenigd Koninkrijk dat weliswaar had verloren in de kwalificatieronde, maar dat bereid was gevonden om als gastheer voor het eindtoernooi te fungeren.

## Deelnemers
In 2022 namen de volgende zestien landen deel aan de play-offs Wereldgroep:
geplaatst
1. Frankrijk (verloor van Italië in de kwalificatieronde)
2. Duitsland (verloor van Kazachstan in de kwalificatieronde)
3. Roemenië (verloor van Polen in de kwalificatieronde)
4. Letland (verloor van Canada in de kwalificatieronde)
5. Japan (werd #1 in de Aziatisch/Oceanische zone)
6. Brazilië (werd #1 in de Amerikaanse zone)
7. China (werd #2 in de Aziatisch/Oceanische zone)
8. Servië (geselecteerd als aanvulling)

geloot
- Nederland (verloor van Spanje in de kwalificatieronde)
- Kroatië (werd #3 in de Europees/Afrikaanse zone)
- Hongarije (werd #1 in de Europees/Afrikaanse zone)
- Oostenrijk (geselecteerd als aanvulling)
- Oekraïne (verloor van Verenigde Staten in de kwalificatieronde)
- Argentinië (werd #2 in de Amerikaanse zone)
- Slovenië (werd #2 in de Europees/Afrikaanse zone)
- Mexico (geselecteerd als aanvulling)

## Plaatsing, loting en uitslagen
| locatie           | ondergrond    | thuisspelend land | uitslag | uitspelend land |
| ----------------- | ------------- | ----------------- | ------- | --------------- |
| Boulogne-sur-Mer  | hardcourt (i) | Frankrijk (1)     | 3–1     | Nederland       |
| Rijeka            | hardcourt (i) | Kroatië           | 1–3     | Duitsland (2)   |
| Oradea            | hardcourt (i) | Roemenië (3)      | 4–0     | Hongarije       |
| Schwechat (Wenen) | gravel (i)    | Oostenrijk        | 3–2     | Letland (4)     |
| Tokio             | hardcourt (i) | Japan (5)         | 1–3     | Oekraïne        |
| Tucumán           | gravel        | Argentinië        | 1–3     | Brazilië (6)    |
| Velenje           | gravel (i)    | Slovenië          | 3–1     | China (7)       |
| San Luis Potosí   | gravel        | Mexico            | 4–0     | Servië (8)      |

### Vervolg
- Duitsland, Frankrijk, Oekraïne en Roemenië handhaafden hun niveau, en bleven in de Wereldgroep.
- Brazilië, Mexico, Oostenrijk en Slovenië promoveerden van hun regionale zone in 2022 naar de Wereldgroep in 2023.
- Argentinië, China, Hongarije, Japan, Kroatië en Servië wisten niet te ontstijgen aan hun regionale zone.
- Letland en Nederland degradeerden van de Wereldgroep in 2022 naar hun regionale zone in 2023.

## Organisatie
Play-off Oostenrijk - Letland, in Schwechat (Oostenrijk)
De organisatie (ÖTV/ATP Daviscup Veranstaltungs GmbH) van de ontmoeting in de Billie Jean King Cup tussen Oostenrijk en Letland in Schwechat van 11 tot 12 november 2022, ontving een subsidie van € 64.000 vanuit de federale overheid van Oostenrijk, in het kader van een subsidieregeling voor grote sportevenementen.